# فهيم السكروحي
فهيم السكروحي (بالألمانية: Skero)‏ (و. 1972  م) هو مغني نمساوي.

## جوائز
حصل على جوائز منها:

جائزة أمادايوس للموسيقى النمساوية ‏

## روابط خارجية
- فهيم السكروحي على موقع ميوزك برينز (الإنجليزية)
- فهيم السكروحي على موقع ميوزك برينز (الإنجليزية)
- فهيم السكروحي على موقع ديسكوغز (الإنجليزية)
- فهيم السكروحي على موقع ديسكوغز (الإنجليزية)